# Masdevallia trigonopetala
Masdevallia trigonopetala är en orkidéart som beskrevs av Friedrich Fritz Wilhelm Ludwig Kraenzlin. Masdevallia trigonopetala ingår i släktet Masdevallia och familjen orkidéer. Inga underarter finns listade i Catalogue of Life.